# Marino Fontana
Marino Fontana (Caldogno, 14 marzo 1936 – Caldogno, 11 giugno 2013) è stato un ciclista su strada e dirigente sportivo italiano. Professionista dal 1960 al 1966, vinse un'edizione del Giro di Toscana.

## Carriera
Professionista dal 1960 al 1966, ottenne come unico successo in carriera il Giro di Toscana del 1961. Nel 1960 fu terzo al Giro di Lombardia e nel 1963 ottenne identico risultato al Giro di Romagna. Nel 1964 fu secondo al Giro del Lazio e terzo nel Circuito di Col San Martino. Si conta anche qualche piazzamento di rilievo in tappe del Giro d'Italia.

## Palmarès
- 1955 (dilettanti)

Trofeo Alcide De Gasperi
- 1961 (San Pellegrino Sport, una vittoria)

Giro di Toscana

## Piazzamenti

### Grandi Giri
- Giro d'Italia

1960: ritirato
1961: 33º
1962: ritirato
1963: 21º
1964: ritirato
1965: 58º
1966: 33º

### Classiche monumento
- Milano-Sanremo

1960: 55º
1962: 77º
1963: 30º
1964: 14º
1966: 47º
- Giro di Lombardia

1960: 3º
1961: 27º
1962: 13º
1964: 28º